# 卡瓦納區 (安卡什大區)

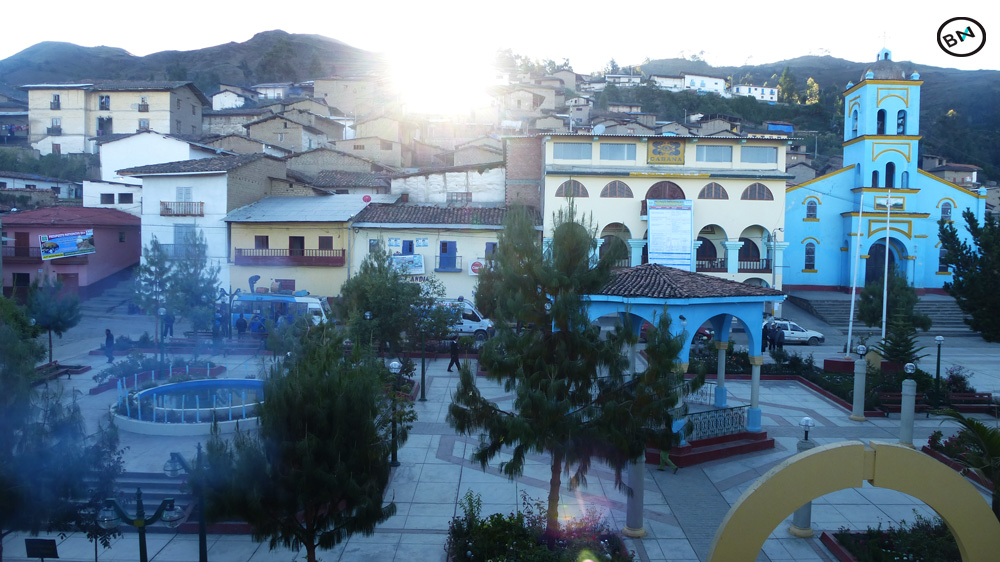

卡瓦納區（西班牙語：Distrito de Cabana），是秘魯的一個區，位於該國北部安卡什大區的帕亞斯卡省，始建於1857年1月2日，面積150.29平方公里，海拔高度3,224米，2005年人口2,918，人口密度為每平方公里19人。